# ゲラの戦い
ゲラの戦いは、紀元前405年夏にシケリア（シチリア）で発生した戦い。ヒミルコ（カルタゴ王（在位：紀元前406年 - 紀元前396年）、但しカルタゴ王は名目的なもので実質的な権力は元老院にあった。彼はアクラガス包囲戦で病死したハンニバル・マゴの親族である）率いるカルタゴ軍は、紀元前406年の冬から紀元前405年の春を、占領したアクラガス（現在のアグリジェント）で過ごし、ギリシア軍と対決するためにゲラ（現在のジェーラ）に進軍した。シュラクサイ（現在のシラクサ）政府は、敗北したダフナエウスに変わってディオニュシオスを軍の最高司令官に任命し、また旧ヘルモクラテス軍の士官も何人か軍に加わった。ディオニュシオスは紀元前405年には僭主となって完全な独裁権を獲得した。カルタゴ軍がゲラに進軍しこれを包囲すると、この脅威に対するためにディオニュシオスもシュラクサイから進軍した。ディオニュシオスは複雑な三面攻撃を企画したが、調整不足のために失敗した。ディオニュシオスは、敗北がシュラクサイでの不満を引き起こし、また自身の権力を喪失することも望まなかったため、ゲラの放棄を決意した。ヒミルコはギリシア軍がカマリナ（現在のラグーザ県ヴィットーリアのスコグリッティ地区）に撤退して空になったゲラに入城し、これを略奪した。

## 背景
紀元前480年の第一次ヒメラの戦いでの敗北後、カルタゴは70年間シケリアに介入しなかった。その間にシケリア先住民であるエリミ人、シカニ人、シケル人の間にはギリシア文化が広がっていった。シケリアに対するカルタゴの不介入政策は、紀元前411年にエリミ人とイオニア人の都市であるセゲスタ（現在のカラタフィーミ＝セジェスタ）がドーリア人都市であるセリヌス（現在のマリネラ・ディ・セリヌンテ）に敗北し、カルタゴの従属国家となることを求めて来たことによって変化した。カルタゴはセリヌスとセゲスタの講和を仲介したが、これが失敗するとハンニバル・マゴを司令官として紀元前410年に遠征軍を派遣した。翌年にはさらに大規模な軍を派遣し、セリヌスを攻略・破壊し（セリヌス包囲戦）、さらにはヒメラ（現在のテルミニ・イメレーゼの東12キロメートル）も破壊した（第二次ヒメラの戦い）。この時点で、シケリアの有力都市であるシュラクサイとアクラガスはカルタゴに積極的な抵抗はせず、シケリア西部のカルタゴ領に守備兵を残してカルタゴ本国に引き上げた。その後3年間は平穏であったが、カルタゴと敵対するギリシア殖民都市の間に講和条約は締結されていなかった。

### 紀元前406年の再遠征
シュラクサイから追放されていた将軍ヘルモクラテスは、カルタゴ領であるモティア（現在のマルサーラのサン・パンタレオ島）やパノルムス（現在のパレルモ）近郊で襲撃を行ったが、これに対する報復としてカルタゴはハンニバル・マゴが率いる軍を再びシケリアに派遣した。シケリアの主力ギリシア殖民都市であるシュラクサイおよびアクラガスは、傭兵を雇用しまた艦隊を増強して予想される戦争に備えた。シュラクサイはギリシア本土のペロポネソス戦争に参加しており、近隣都市との紛争も抱えていたが、カルタゴ軍がシケリアに上陸すると、シュラクサイ政府はギリシア本土とマグナ・グラエキアのギリシア殖民都市に援助を求めた。
ハンニバル・マゴは紀元前406年の夏にアクラガスを包囲したが、アクラガスは最初の攻撃を撃退することに成功した。その後攻城用の傾斜路を建設中に、カルタゴ軍にペストが蔓延し、ハンニバル・マゴを含め数千人の兵士が死亡した。さらに、副官でありハンニバル・マゴの親族であるヒミルコが率いたカルタゴ軍の一部は、ダフナエウスが率いるギリシア救援軍に敗北した。敗走するカルタゴ軍に対する追撃は行われず、カルタゴ軍はアクラガス西部の野営地に留まった。これを不満としたアクラガス市民は、将軍4人を石打刑で処刑した。その後、ギリシア軍はカルタゴ軍の補給を断ち、カルタゴ軍内部では反乱発生寸前となった。しかし、シュラクサイからの補給船団をカルタゴ艦隊が攻撃・鹵獲し、ヒミルコは窮地を脱した。逆にアクラガスは補給不足で飢えに苦しみ、結局アクラガスは放棄された。ヒミルコはこれを略奪した。包囲戦の期間は8か月にも及んだ。

### 僭主復活
アクラガスからの難民がシュラクサイに到着すると、その何人かがシュラクサイの将軍を非難した。集会が開かれ、アクラガスで勇敢に戦ったディオニュシオスが、これらの告発を支持した。彼は会議の規則を破って罰金を科されたが、彼の友人のフィルストスが罰金を支払った。集会ではダフナエウスと何人かの将軍を解雇し、新規に指揮官を選んだ。ディオニュシオスもその一人であった。アクラガス難民は最終的にレオンティノイ（現在のレンティーニ）に落ち着いた。やがて、カルタゴ軍が接近しているため援助を請うとの知らせがゲラから届いた。
ディオニュシオスは自身の力を拡大する計画を始めた。彼は政府に対して政治的追放者（元ヘルモクラテスの部下）を呼び戻させ、スパルタの将軍デクシップスが司令官を務めるゲラに進軍した。ディオニュシウスはゲラの政治的不和につけ込んで、数人の将軍を非難して死に至らせた。死んだ将軍たちの資産を没収し、彼の兵士達に2倍の給与を与えた。その後、同僚の将軍達がカルタゴから賄賂を受け取ったと非難するためにシュラクサイに戻った。シュラクサイ政府はディオニュシオス以外の将軍達を解任し、ディオニュシオスを総司令官に任命した。ディオニュシオスはレオンティノイに進軍し、そこで開催された集会において、レオンティノイは親衛隊として600名の兵を与えた。さらに後には親衛隊は1,000名に増強された。続いてデクシップスを追放し、ダフナエウスと他のシュラクサイの将軍を処刑した。ディオニュシオスは独裁的な権力を得て僭主政が復活した（在位：紀元前405年-紀元前367年）。

## 両軍兵力
ハンニバル・マゴはその陸軍をカルタゴ市民、アフリカ（リビュア）、イベリア半島、イタリア（主にカンパニア）から募集し、また120隻の三段櫂船からなる艦隊をシケリアに派遣した。アクラガス包囲戦中のペストの蔓延で陸軍兵力は減少したが、ヒミルコがアクラガスで冬営している間に、増援軍が送られたかは不明である。シケリアに派遣された兵力は60,000程度と推定される。紀元前405年の春に、残存カルタゴ軍はゲラに進軍した。カルタゴ艦隊はエリュクス（現在のエリーチェ）沖でレプティネス（en）率いるシュラクサイ艦隊と戦闘となり、15隻を失って105隻となっていたが、モティアに留まり陸軍には同行しなかった。

### カルタゴ軍の編成
リビュア人は重装歩兵と軽歩兵を提供したが、最も訓練された兵士であった。重装歩兵は密集隊形で戦い、長槍と円形盾を持ち、兜とリネン製の胸甲を着用していた。リビュア軽歩兵の武器は投槍で、小さな盾を持っていた。イベリア軽歩兵も同様である。イベリア兵は紫で縁取られた白のチュニックを着て、皮製の兜をかぶっていた。イベリア重装歩兵は、密集したファランクスで戦い、重い投槍と大きな盾、短剣を装備していた。シケル人、サルディニア人、ガリア人は自身の伝統的な装備で戦ったが、カルタゴが装備を提供することもあった。シケル人等シケリアで加わった兵はギリシア式の重装歩兵であった。
リビュア人、カルタゴ市民、リュビア・カルタゴ人（北アフリカ殖民都市のカルタゴ人）は、良く訓練された騎兵も提供した。これら騎兵は槍と円形の盾を装備していた。ヌミディアは優秀な軽騎兵を提供した。ヌミディア軽騎兵は軽量の投槍を数本持ち、また手綱も鞍も用いず自由に馬を操ることができた。イベリア人とガリア人もまた騎兵を提供したが、主な戦術は突撃であった。カルタゴ軍は戦象は用いなかったが、突撃兵力としてリビュアが4頭建ての戦車を提供したが、ゲラで使われたとの記録はない。カルタゴ人の士官が全体の指揮を執ったが、各部隊の指揮官はそれぞれの部族長が務めたと思われる。
カルタゴ海軍は三段櫂船を使用したが、海軍の兵もカルタゴ市民に加え、リビュアおよび他のカルタゴ植民地から召集された。

### シケリア・ギリシア軍の編成
シュラクサイやアクラガスのようなシケリアの大規模都市国家は10,000-20,000の市民を兵として動員でき、ヒメラやメッセネのようなやや小さな都市国家は3,000-6,000の兵を動員可能であった。ゲラもおそらくは同程度の兵力を動員可能だったと思われる。ディオニュシオスはシュラクサイおよび他の同盟都市で募兵した市民兵、傭兵合計で歩兵30,000、騎兵1,000を率いていた。また三段櫂船50隻を有していた。
シケリアのギリシア軍の主力は、本土と同様に重装歩兵であり、市民だけでなくイタリアおよギリシア本土からの傭兵も用いられた。シケル人やシカニ人も重装歩兵として参加したほか、軽装歩兵（ペルタスト）も提供した。カンパニア傭兵はサムニウム兵もしくはエトルリア兵と同じような武装をしていた。ギリシア軍の標準的な戦法はファランクスであった。騎兵は裕福な市民、あるいは傭兵を雇用した。傭兵の中には弓兵および投擲兵も含まれていた。

## ゲラ、脅威にさらされる
ディオニシュオスが自身の権力を確立することに忙しかった間、カルタゴ陸軍はアクラガスを破壊した後にその冬営地を離れた。ヒミルコは海岸沿いにゲラに向かい、海岸沿いに壕と柵で防御した野営地を設営した。その後しばらく郊外を略奪し、戦利品を集めた後に、攻城戦を開始した。ゲラでは女性と子供はシュラクサイに移るように提案したが、女性達はゲラに残ることを選んだ。結局は誰もゲラを離れず、ゲラ軍はカルタゴの食料徴発部隊に対して嫌がらせ攻撃を行った。

### ゲラ攻撃
ヒミルコは救援軍が到着する前にゲラを急襲することを決めた。カルタゴ軍は包囲壁を作ることなく、直接攻撃を行った。ゲラ軍の抵抗にもかかわらず、カルタゴ軍は街の西側の城壁に破城槌を移動させ、何箇所かで破壊した。しかし、守備側はカルタゴ軍を撃退し、夜の間に城壁を修復した。壁を修復する女性の助けは非常に貴重であった。翌朝、カルタゴ軍は最初から攻撃をやり直す必要があった。

### 包囲解除
その政治的動向とは別に、ディオニュシオスはイタリアとシケリアのギリシア殖民都市の市民と傭兵から構成される、少なくとも30,000の重装歩兵と4,000の騎兵、50隻の三段櫂船を準備した。ただ、ゲラへの進軍はゆっくりとしたものであった。ディオニュシオス軍の到着により、カルタゴ軍は包囲を解除した。ディオニュシオス軍はゲラ川河口の西岸に野営地を設営した。そこはカルタゴ軍野営地の反対側にあり、海にも近く、陸上・海上双方の作戦を行うことができた。

## 戦いへの序幕
ディオニュシオスは3週間に渡り、軽歩兵を使ってカルタゴ軍に嫌がらせ攻撃を行い、また艦隊を使って補給を遮断した。この戦術はアクラガスのカルタゴ軍に災害をもたらしたが、ディオニュシオスは兵士の厭戦気分を払拭するため野戦で決着をつけることを選んだ。カルタゴ軍の兵力は、おそらくギリシア側（ゲラ防衛軍およびディオニュシオス軍）を上回り、この不利を相殺するために、ディオニュシオスは複雑な三面攻撃作戦を立案した。

### 包囲戦術
この戦いの189年後、ハンニバルはカンナエの戦いで数に勝るローマ軍を包囲殲滅したが、これは最も良く知られる両翼包囲戦術の成功例である。ディオニュシオスもゲラにおいて包囲殲滅戦を試みたが、失敗した。ハンニバルの弟のハスドルバル・バルカもデルトサの戦いで両翼包囲を試みたが失敗している。この戦術が成功するには、複雑で協調のとれた機動を可能にする優秀な士官、訓練された兵士だけでなく、司令官にはある程度の運も必要である。

#### シケリア・ギリシア軍の作戦計画
カルタゴ軍はゲラの西側に野営しており、ディオニュシオスは三方向から同時に攻撃することを計画した。これを成功させるためには、タイムテーブル通りの正確な行動が求められた。カルタゴ軍騎兵は内陸部に、傭兵部隊は海側に、リュビア兵がその間に配置されていた。ディオニュシオスは南側の防御が十分でないと見て、上陸部隊を用いて南側から野営地を攻撃することが可能と考えた。そのために以下の作戦を立案した。
1. ディオニュシオスの弟のレプティネスが率いる数千人の軽歩兵がカルタゴ軍野営地南側の海岸に迂回上陸し、野営地南端を西側から攻撃する。
2. 一方、4,000のイタリア重装歩兵は海岸に沿って進軍し、カルタゴ軍野営地南端を東側から攻撃する。
3. 同時に、重装歩兵8,000とギリシア騎兵が野営地北側を攻撃する。
4. カルタゴ軍が側面攻撃に反撃するために兵力を南北に移動した時点で、ゲラの重装歩兵は西門から出撃し、ディオニュシオスの予備兵力と共に東側からカルタゴ軍野営地中央を攻撃する[22]。

#### カンナエとゲラの違い
軍の構成や周囲の地形はゲラとカンナエでは大きく異なり、ディオニュシオスとハンニバルの作戦もこれを反映したものとなっている。
- ハンニバルはローマ軍野営地の外で戦ったが、ディオニュシオスはカルタゴ軍野営地に対して攻撃した。
- ハンニバルは両翼包囲のために、通常と異なる戦闘序列を採用した。すなわち、中央のカルタゴ軍歩兵戦列を薄くして、ローマ軍がこれを押し返して中央部が突出すると、両翼の歩兵が突出したローマ軍の側面を攻撃して両翼包囲を完成した。すなわち、ハンニバルは戦闘中の機動によって両翼包囲を完成した。他方、ディオニュシオスはカルタゴ軍野営地に三方向から同時に攻撃をかけ、カルタゴ軍が反撃のために南北に移動した時点で中央に攻撃を行い、包囲を完成させようとした。
- カンナエのカルタゴ軍重装騎兵は、ローマ軍騎兵を蹴散らした後に後方からローマ歩兵を攻撃するという重要な役割を果たした。ゲラではディオニュシオスは騎兵を支援部隊としてしか使わなかった。

## 戦闘
この計画は、ギリシア軍の各部隊の正確な連携に依存しており、それが上手くいかない場合には敗北の危険があった。実際に戦闘が始まると、この連携は全くひどいものであることが判明した。レプティネス率いる上陸部隊と海岸沿いに進軍した重装歩兵部隊の攻撃は完全な奇襲となり、カルタゴ軍野営地に突入した。両者がカンパニア人部隊とイベリア人部隊と戦闘を行う一方、北方部隊の到着は遅れ、時間通りの攻撃は実施できなかった。このためカルタゴ軍には南方のギリシア軍を個別撃破する時間的余裕があった。レプティネスは軽歩兵1,000を失い、カルタゴ軍は敗走するギリシア軍を追撃した。カルタゴ軍前衛部隊に対するギリシア船からの投擲兵器による攻撃により、ギリシア上陸軍は乗船して無事にゲラに撤退することができた。いくらかのゲラ兵はギリシア軍を支援したが、城壁の防衛が手薄になることを恐れ、多くは城内に留まった。
ギリシア軍北方部隊は、遅れて野営地を攻撃しリビュア兵を駆逐した。しかし、ヒミルコとカルタゴ市民兵が反撃し、カンパニア兵とイベリア兵も南方から到着したため、ギリシア軍は敗北し600名を失った。ディオニュシオスの率いる予備兵力は、ゲラ市内の狭い通りで迅速な行動が阻害され、結局は攻撃に加われなかった。ギリシア騎兵も戦闘に参加できなかった。カルタゴ軍は全ギリシア軍をゲラに追い返し、戦いはヒミルコの勝利に終わった。
ギリシア軍は大敗北を被った訳ではなかったがその士気は低下し、ディオニュシオスはシュラクサイの政治的不安に直面することとなった。ディオニュシオス軍は、それまで行ってきた嫌がらせ攻撃ですら再開することを躊躇した。ゲラの守備兵がカルタゴ軍に閉じ込められたままになった場合、シュラクサイではディオニュシオスの政敵がクーデターを起こす可能性があった。このため、ディオニュシオスはゲラを放棄することを決心した。死者を埋葬するための休戦を要求して時間を稼ぎ、実際には、戦死者を埋葬することなく、夜間に軍と市民のほとんどがゲラを脱出した。軽歩兵2,000のみが後方に留まり、ギリシア軍がそこに駐留しているように偽装するため、野営地の火を絶やさず、カルタゴ軍を欺瞞した。翌朝、この残存部隊もゲラを離れた。翌日、カルタゴ軍はほとんど空となったゲラに入城し、略奪を行った。

## その後
ディオニュシオスは軍をカマリナに移動させ、市民には退去を命じた。ディオニュシオスの抱える戦略的問題は変わっていなかった。カマリナで篭城戦を行ったとしても、シュラクサイにおける政治的危機は継続する。その後シュラクサイに向かってゆっくりと行軍した。シュラクサイ市民の間では、ディオニュシオスがヒミルコと同盟を結ぶのではないかとの懸念がもたれ、クーデターが試みられた。
ゲラでの戦利品の中には有名なアポロの像があり、それがティルスに送られた。

### シュラクサイの不満
以前の寡頭政治時代の富裕層から構成される騎兵の一部（反ディオニュシオス）は、シュラクサイに急ぎ、街を支配しようとした。しかし、彼等の試みは失敗し、ディオニュシオスが街に到着したときに城門は閉じられていたものの、衛兵は置かれていなかった。ディオニュシオスは城門を焼き、反乱者の多くを殺したが、いくらかは脱出に成功し元シケル人都市であるアエトナ（エトナ山の近く）に避難した。ゲラとカマリナの難民は、レオンティノイのアクラガス難民に合流した。ヒミルコとカルタゴ軍はカマリナを略奪した後にシュラクサイに向かっていたため、ディオニュシオスの地位は極めて脆弱であった。

### 紀元前405年の平和
カルタゴ軍はシュラクサイへの攻撃は行わず、紀元前405年に両者の間で平和条約が締結された。条約が締結された理由は、以下のように推測されている。
- ディオニュシオスは（噂ではなく）実際にヒミルコと連絡を取り合っており、ヒミルコの権威を認め、カルタゴに有利な平和条約を締結した[30]。その後のディオニュシオスの経歴からみて、これは極めて可能性が高いと思われる。
- カルタゴ軍には再びペストが蔓延していた。この作戦行動中、カルタゴ軍は兵力の約半数をペストで失った[31]。この弱体化した兵力でシュラクサイと戦うより、カルタゴに有利な条件で平和条約を結ぶことを選んだ。
- 有利な結果が得られるまで戦いを継続した後の共和政ローマ[32]とは異なり、カルタゴはその商業活動が損なわれない限り、交渉を行いその条約を遵守する意思を持っていた。実際、第一次ヒメラの戦い以降70年間、カルタゴは条約を遵守してシケリアに介入しなかった。（逆に第三次ポエニ戦争の原因は、ローマがカルタゴの商業活動を阻害するような要求をカルタゴに突きつけたことである）

条約の内容は以下のようなものであった：
- カルタゴはシケリアのフェニキア人都市（モティア、パノルムス等）に対する完全な支配権を有する。エリミ人とシカニ人の都市はカルタゴの「勢力範囲」とする。
- ギリシア人は、セリヌス、アクラガス、カマリナ、ゲラに戻ることが許される。新しく建設されたテルマエ（現在のテルミニ・イメレーゼ）を含み、これらの諸都市はカルタゴに税を支払う。ゲラとカマリナの城壁の再建は許されない。
- シケル人都市、メッセネ（現在のメッシーナ）およびレオンティノイに対しては、カルタゴおよびシュラクサイ双方から影響を及ぼさない。
- ディオニュシオスがシュラクサイの支配者であることをカルタゴは承認する。
- 両軍ともに捕虜を解放し鹵獲した船舶を返却する。

条約締結後、カルタゴ陸軍と艦隊はシケリアを離れた。結果、ペストも持ち込まれカルタゴは荒廃してしまった。条約は紀元前404年にディオニュシオスがシケル人に対する戦争を開始したために破棄された。カルタゴが何の報復処置もとらなかったため、ディオニュシオスの権力は拡大した。さらにディオニュシオスは、紀元前398年にはカルタゴ領であるモティアに攻撃をしかけた。

## 参考資料
- Baker, G. P. (1999). Hannibal. Cooper Square Press. ISBN 0-8154-1005-0
- Bath, Tony (1992). Hannibal's Campaigns. Barns & Noble. ISBN 0-88029-817-0
- Church, Alfred J. (1886). Carthage (4th ed.). T. Fisher Unwin
- Freeman, Edward A. (1892). Sicily: Phoenician, Greek & Roman (3rd ed.). T. Fisher Unwin
- Goldsworthy, Adrian (2007). Roman Warfare. Orion Publishing Group. ISBN 978-0-7538-2258-6
- Kern, Paul B. (1999). Ancient Siege Warfare. Indiana University Publishers. ISBN 0-253-33546-9
- Lancel, Serge (1997). Carthage: A History. Blackwell Publishers. ISBN 1-57718-103-4
- Warry, John (1993) [1980]. Warfare in The Classical World: An Illustrated Encyclopedia of Weapons, Warriors and Warfare in the Ancient Civilisations of Greece and Rome. New York: Barnes & Noble. ISBN 1-56619-463-6